# Sollentunavägen
Sollentunavägen är en väg i Sollentuna kommun, Stockholms län. Sollentunavägen är en gammal vägförbindelse som hade betydelse som huvudvägförbindelse mellan Stockholm och Uppsala innan Uppsalavägen byggdes ut under 1950-talet. Sollentunavägen har sedan Uppsalavägens utbyggnad fungerat som en lokal huvudväg genom Sollentuna kommun i nordsydlig riktning.

## Historik
Sollentunavägen följde sjöfartens etablerade resmönster från vikingatiden på Edsviken och Norrviken till och från Sigtuna och vidare mot Uppsala. Redan under denna tid hade landhöjningen gjort att ett näs bildats mellan Edsviken och Norrviken, där båtar fick lastas om eller rullas på stockar över näset. Detta reflekteras i såväl Sollentuna köpings vapen och senare Sollentuna kommunvapen med tre röda vikingaskepp stående på rullar. Stockholmsåsen löper genom Sollentuna kommun och vägen etablerades på den torra åsen eller dess sluttningar. Äldre sträckningar av Sollentunavägen följde åsen i högre utsträckning. Vägen följde tidigare en sträckning som motsvarar den nutida Hedvigsdalsvägen i Edsviken. Norr om Edsviken gick vägen förbi de äldre gårdarna Kista och Tuna för att sedan passera norrut strax väster om den plats där Sollentuna kyrka är belägen.  Längs med vägen etablerades verksamheter för resande mellan städerna, exempelvis gästgivargårdar i Rotebro, Edsbacka och Silverdal. Edsbacka krog som etablerades 1626 har även i modern tid funderat som restaurang och erhöll två michelinstjärnor vid millennieskiftet.

## Historiska bilder över Sollentunavägen

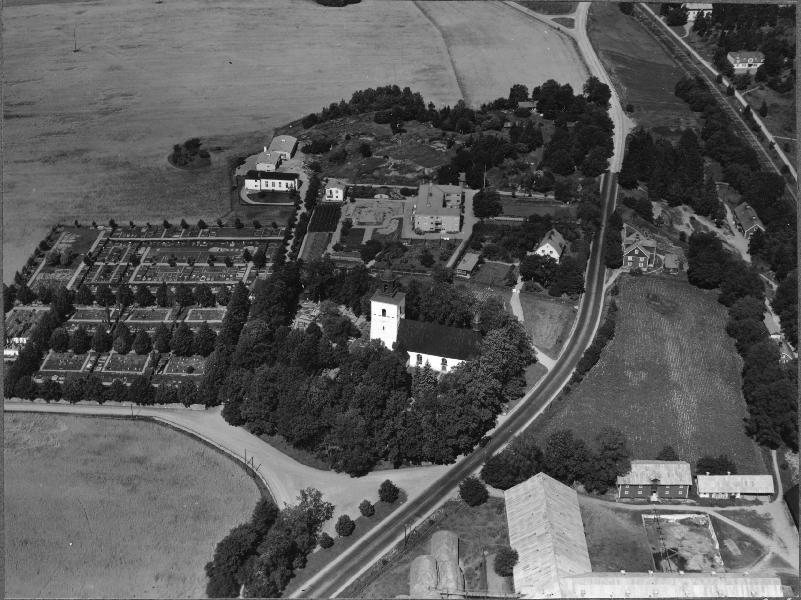
Sollentunavägen vid Sollentuna kyrka mot norr.
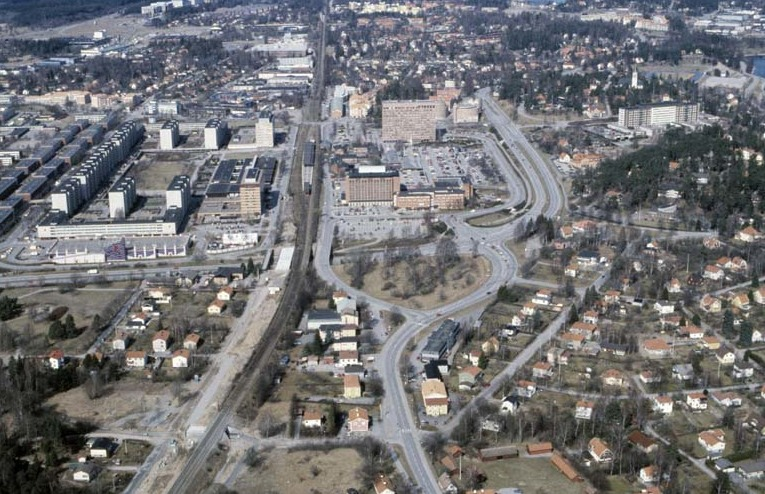
Sollentunavägen vid Sollentuna centrum 1993.
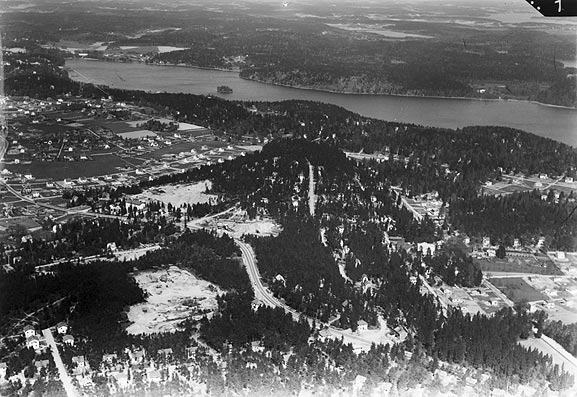
Sollentunavägen i Helenelund 1936, mitt i bild syns den äldre sträckningen vid Hedvigsdalsvägen.

## Vägen under 1900-talet
Vägen har efter Uppsalavägens utbyggnad fungerat som en kommunal huvudväg. Vägen går från Silverdal i kommundelen Helenelund i syd till Norrviken i norr och knyter samman flera av kommundelarna. Vägen ansluter till Länsväg 262, Norrortleden och E4/E18 längs med sträckningen. Tidigare benämndes även landsvägen genom Norrviken som Sollentunavägen. I och med anläggandet av Norrvikenleden under sent 1970-tal bröts den nuvarande sträckning av från de äldre sträckningarna av Sollentunavägen i kommundelen fram till Sollentuna kyrka.

## Platser vid vägen i urval

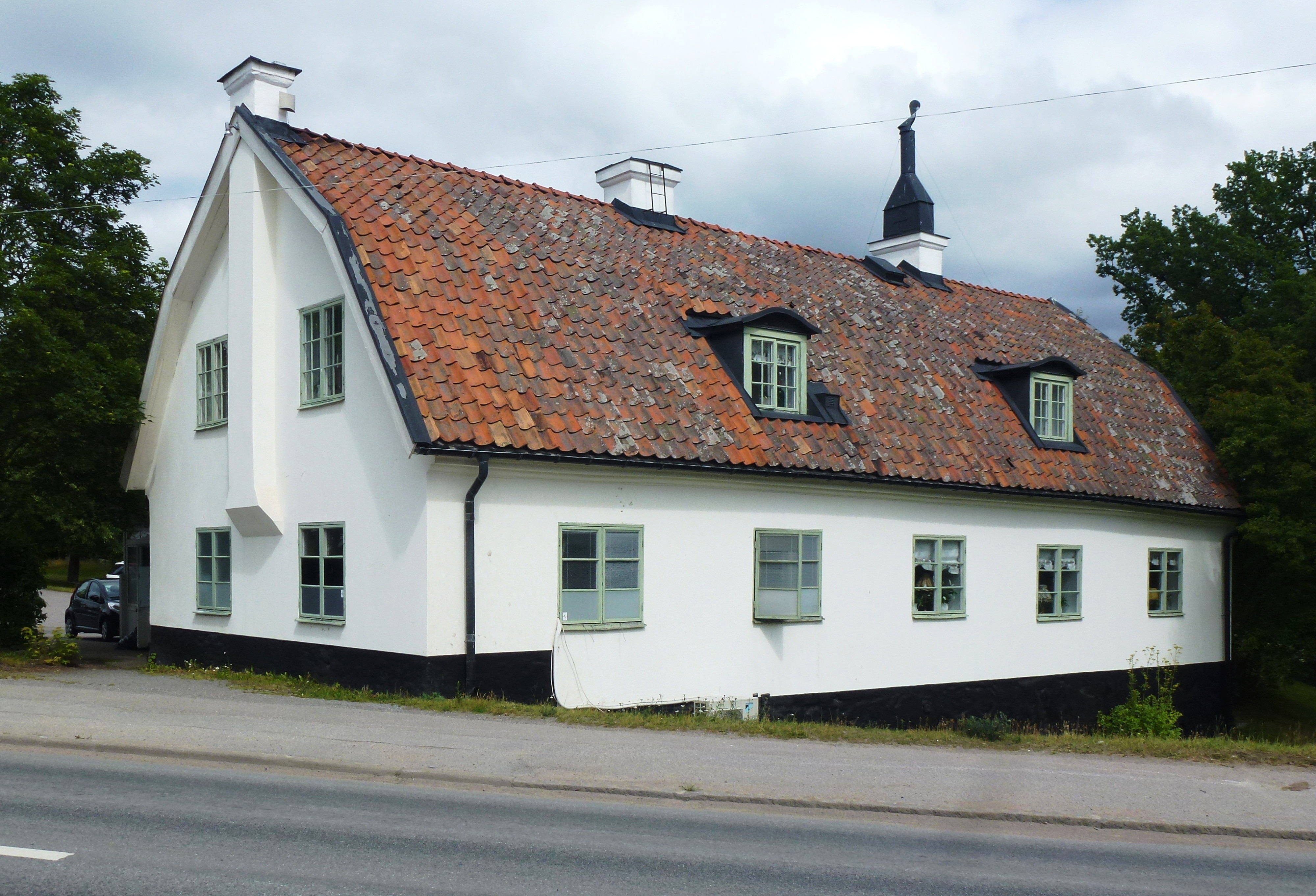
Edsbacka krog
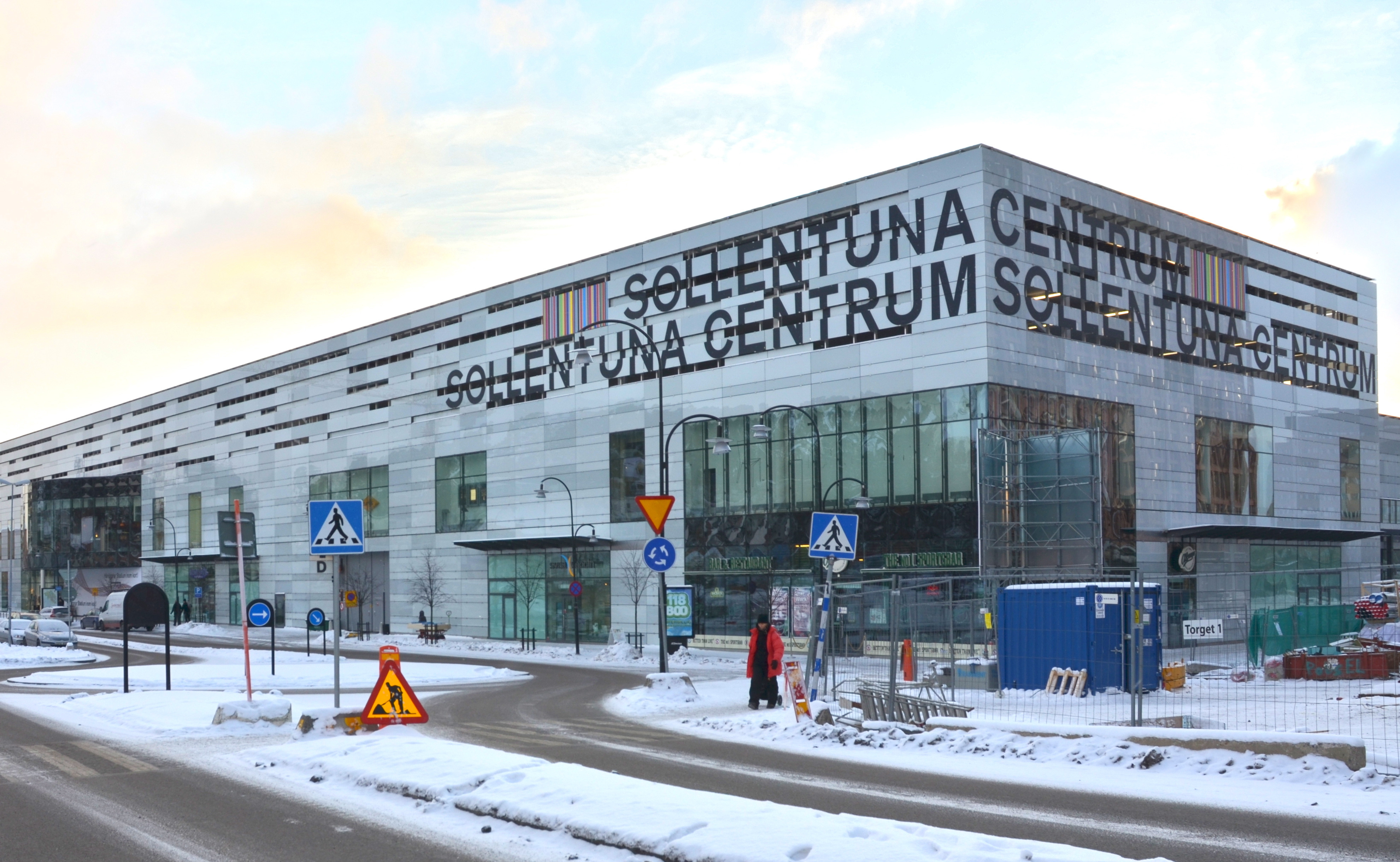
Sollentuna centrum
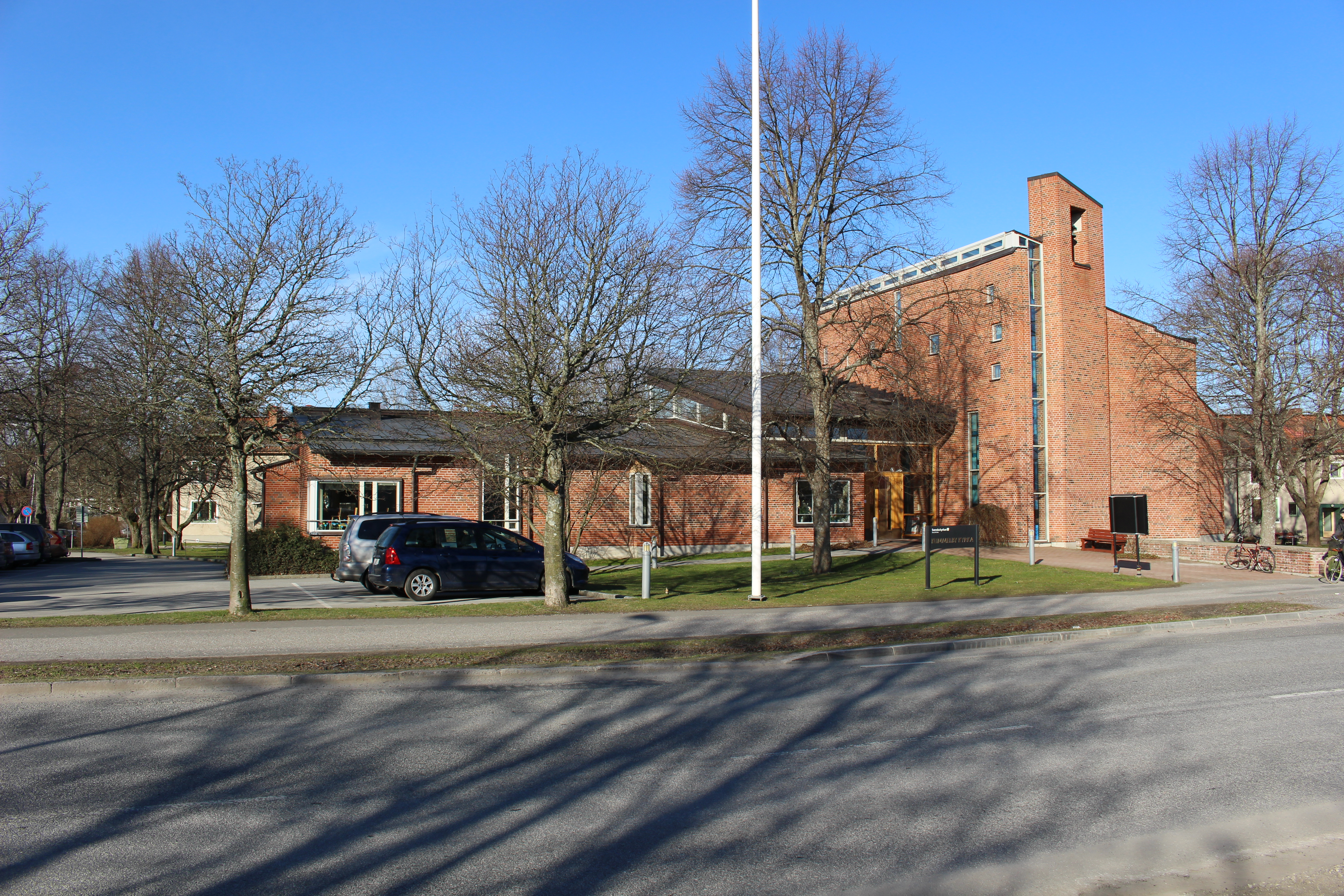
Kummelby kyrka
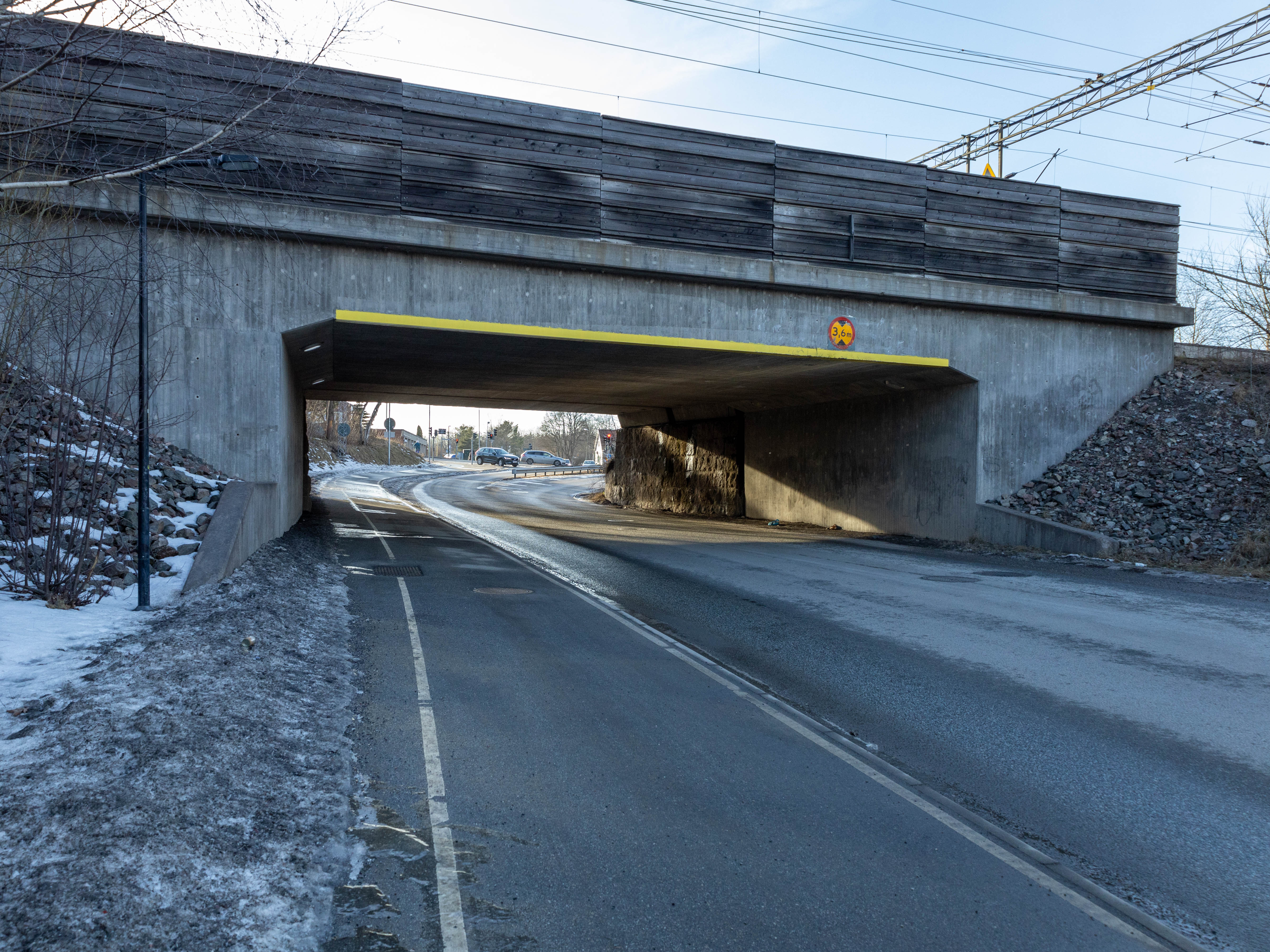
Sollentunavägens norra ände vid Ostkustbanan